# Riccardia ramosissima
Riccardia ramosissima là một loài rêu trong họ Aneuraceae. Loài này được Stephani Grolle mô tả khoa học đầu tiên năm 1995.